# New Millennium Program

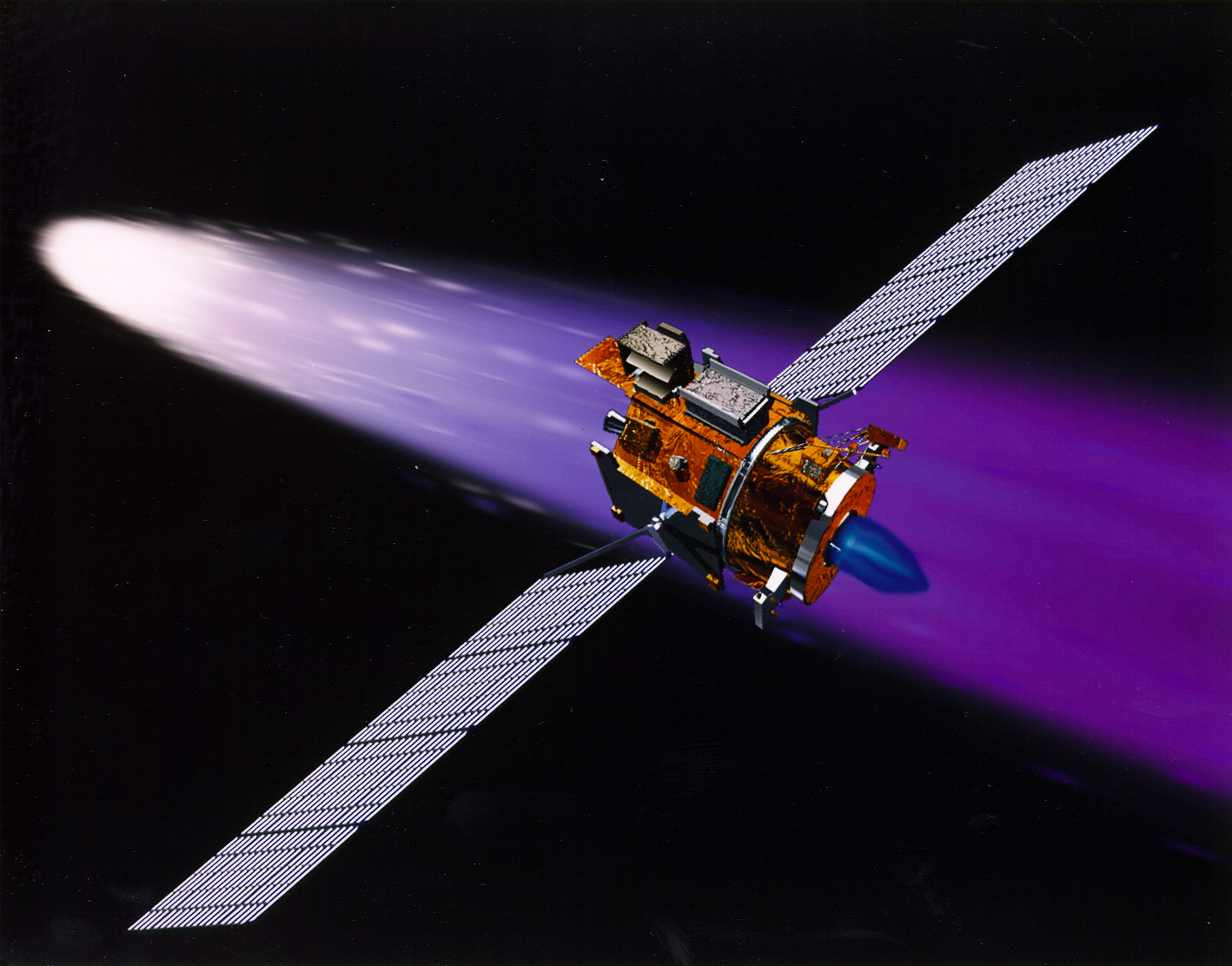
Deep Space 1

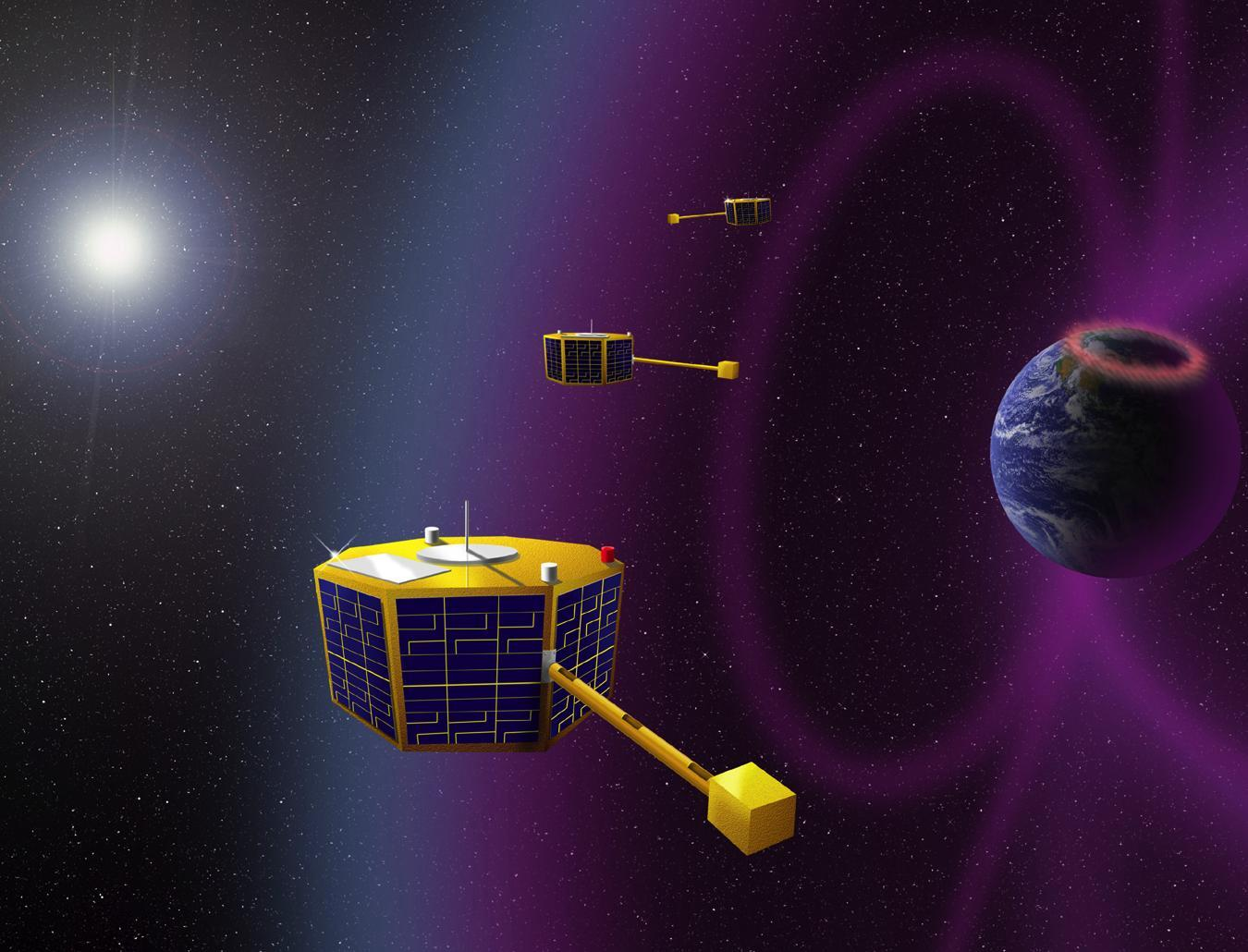
Space Technology 5

Das New Millennium Program (NMP, deutsch Neues-Jahrtausend-Programm) war ein 1995 gestartetes Entwicklungsprogramm der NASA, welches neue Raumfahrttechniken „für das neue Jahrtausend“ erprobte. Die Missionen innerhalb dieses Programms dienten primär der Technologieerprobung und nur sekundär zur Gewinnung wissenschaftlicher Erkenntnisse. Das New Millienium Program wurde vom Jet Propulsion Laboratory organisiert. Im Haushaltsjahr 2009 wurde das Budget für das Programm vom Kongress gestrichen, womit es effektiv eingestellt wurde.
Ursprünglich waren die Missionen in die Gruppierungen Deep Space (DS) für interplanetare Missionen und Earth orbiting (EO) für Missionen im Erdorbit unterteilt. Nach einer Reorganisation des Programms wurden alle weiteren Missionen als Space Technology (ST) bezeichnet.

## Missionen
Folgenden Missionen sind im New Millennium Program enthalten:
Gestartet:
- Deep Space 1 – eine Raumsonde zur Erprobung eines Ionenantriebs – Start am 24. Oktober 1998 mit einer Delta-II-Rakete – Mission erfolgreich erfüllt.
- Deep Space 2 – zwei Penetrator-Sonden zur Marserforschung – Start am 3. Januar 1998 mit einer Delta-II-Rakete zusammen mit der Marssonde Mars Polar Lander – Mission gescheitert.
- EO-1 (Earth Observing-1) – ein Satellit zur Erprobung eines neuen Erdbeobachtungssensors, dem Advanced Land Imager (ALI) – Start am 21. November 2000 mit einer Delta-II-Rakete.[1][2]
- ST-6ASE – Experiment zur autonomen Aufgabenerfüllung von Satelliten – Software-Experiment, welches mit dem EO-1-Satelliten ausgeführt wurde.
- Space Technology 5 (NCT – Nanosat Constellation Trailblazer) – Erprobung des Formationsflugs von drei Kleinstsatelliten – Erfolgreicher Start mit einer Pegasus-XL-Rakete am 22. März 2006.

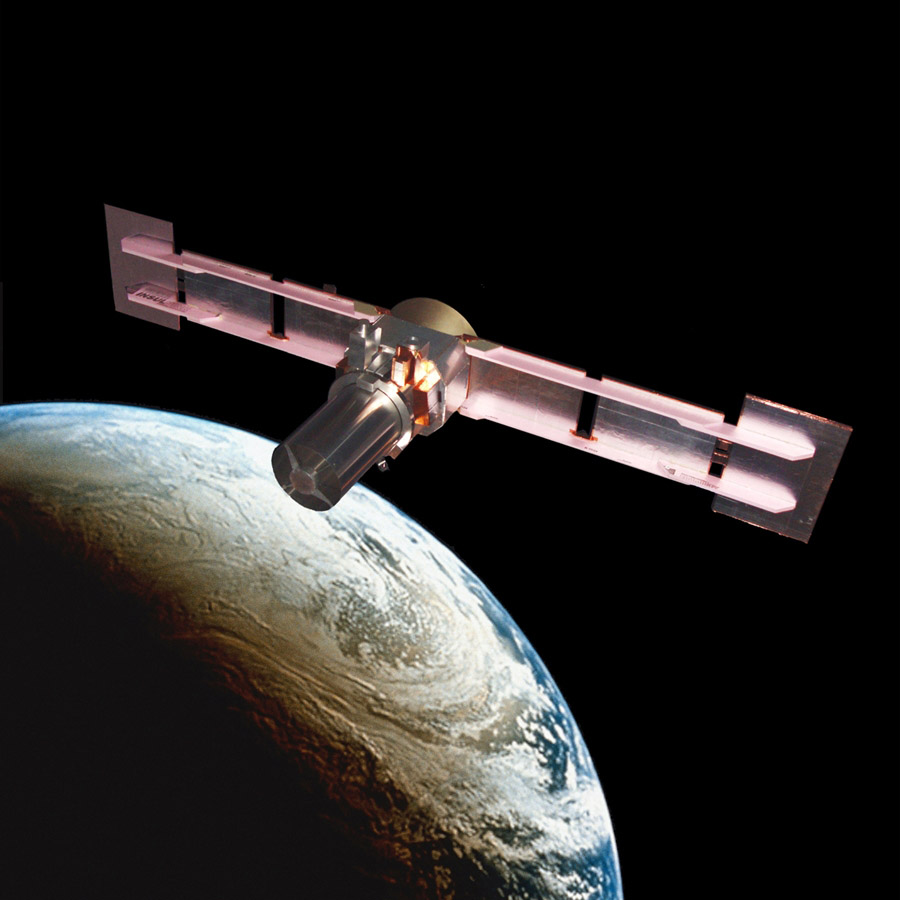
TacSat-2

- TacSat-2ST-6ISC – Experimenteller Sternensensor in TacSat-2 – Start am 16. Dezember 2006 mit einer Minotaur-1-Rakete.
- ST-7 – Erprobung von Technologien für die Laser-Interferometer-Space-Antenna-Mission (LISA), 2011 aus Budgetgründen eingestellt. Die ESA hingegen finanzierte die erfolgreiche Mission LISA Pathfinder, der Start war für 2014 geplant und wurde auf den 3. Dezember 2015 verschoben. Es gibt eine Planung für eine ESA finanzierte Mission für das Jahr 2034 unter dem Namen eLISA/NGO, die die Technologie einsetzen soll.

Eingestellt:
- EO-2 (SPARCLE) – Laserinstrument zur Atmosphärenforschung – aus Budgetgründen 1998 eingestellt.
- ST-3 (ehemals DS-3) – Doppelsatellit zur Erprobung von interferometrischen Sternbeobachtungstechniken – aus Budgetgründen zum Labor-Experiment reduziert.
- ST-4 (Champollion, ehemals DS-4) – Mission zur Erforschung von Kometen – aus Budgetgründen 1999 eingestellt.
- EO-3 (GIFTS) – Geostationäres Instrument zur Wetterbeobachtung – wurde eingestellt.
- ST-8 – Erprobung diverser Technologien (Computersysteme, Konstruktionsstrukturen für Solarzellen, entfaltbare Mastelemente für Sonnensegel u. a., Wärme-Kontroll-System) – Start auf eine Pegasus-XL war für den 28. Februar 2009 geplant. Inzwischen eingestellt.